# Belomys pearsonii
Belomys pearsonii е вид гризач от семейство Катерицови (Sciuridae).

## Разпространение и местообитание
Видът е разпространен в Бутан, Виетнам, Индия, Китай, Лаос, Мианмар, Непал, Провинции в КНР, Тайван и Тайланд.
Обитава райони с умерен и субтропичен климат, скалисти и гористи местности, планини и долини.